# Brachioteuthis behnii
Brachioteuthis behnii е вид главоного от семейство Brachioteuthidae.

## Разпространение
Видът е разпространен в Папуа Нова Гвинея.